# Cicuta maculata
Cicuta maculata är en växtart i släktet sprängörter och familjen flockblommiga växter. Den beskrevs av Carl von Linné.

## Utbredning
Arten återfinns i så gott som hela Nordamerika, från Alaska i norr till Mexiko i söder.

## Varieteter
Arten delas in i följande varieteter:
- C. m. var. angustifolia
- C. m. var. bolanderi
- C. m. var. maculata
- C. m. var. victorinii